# GBU-12 Paveway II
La GBU-12 Paveway II es una bomba guiada por láser, de origen estadounidense basada en la bomba de propósito general Mk 82 y el sistema de guía Paveway II. Actualmente se encuentra en servicio en la Fuerza Aérea de los Estados Unidos, en la Armada de los Estados Unidos, la Fuerza Aérea Colombiana, y varias Fuerzas Aéreas de la OTAN. Las bombas GBU-12 son fabricadas por los contratistas de defensa Lockheed Martin y Raytheon. Raytheon comenzó la producción después de la compra de productos de la línea Texas Instruments. Lockheed Martin se adjudicó el contrato para competir con Raytheon y debido a un problema con las entregas de los productos Texas Instruments, la producción de las bombas fue interrumpida. Cabe señalar que el nombre Paveway II se refiere al sistema de guiado y no al arma en sí misma. Véase también la GBU-16 Paveway II que también utiliza este nombre para distinguirse (por su sistema de guiado) de su gemela Mk 83.

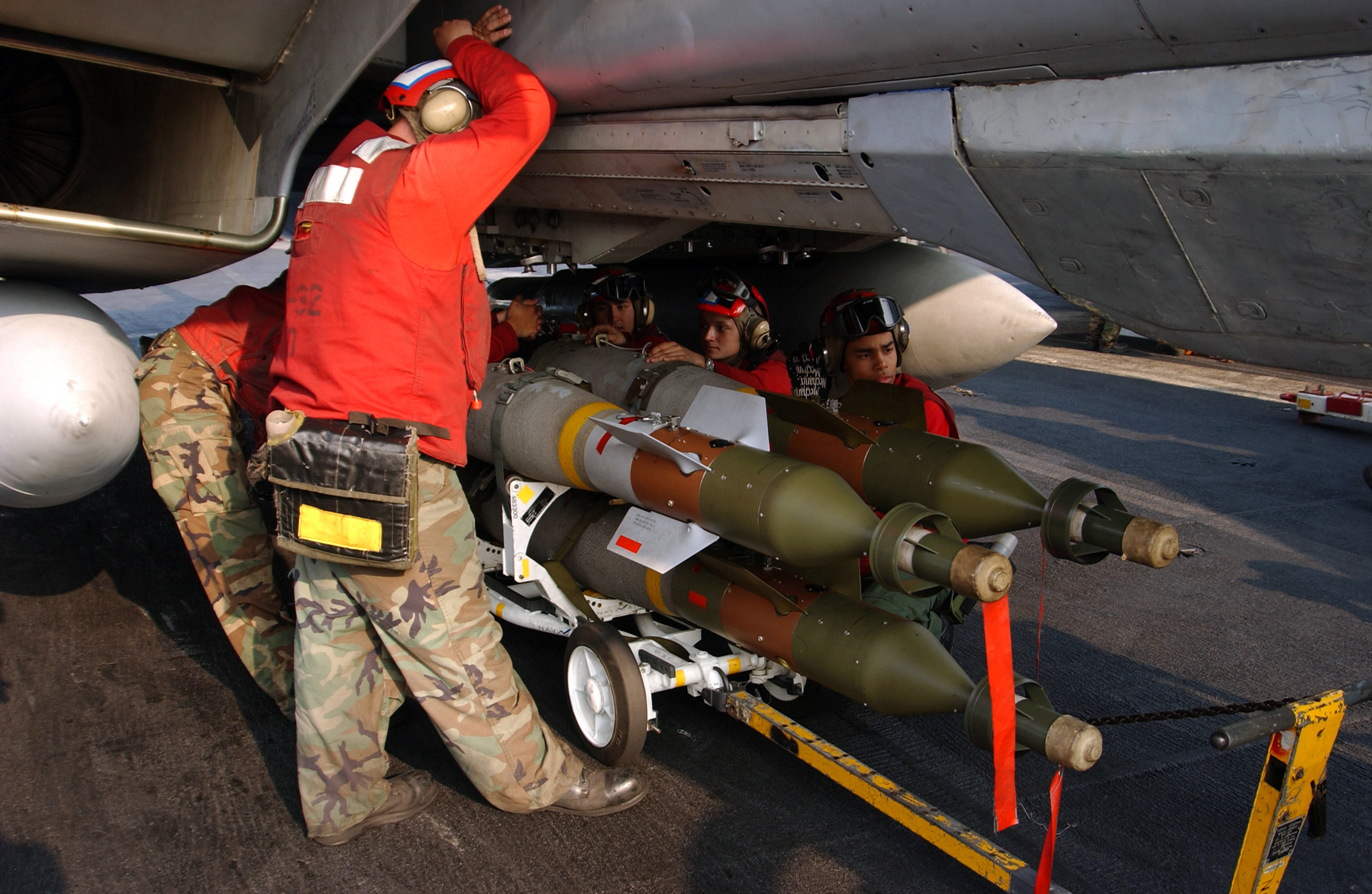
Un miembro de la Armada de los Estados Unidos carga bombas GBU-12 en un F-14.

El Gobierno de los Estados Unidos ha mejorado las versiones de producción de la GBU-12 a fin de incluir los modos de orientación por GPS. Lockheed Martin es la única empresa que entrega la bomba a la Armada de los Estados Unidos. Raytheon vende las GBU-12 actualizadas para el Gobierno de los EE. UU. y otras naciones. La producción de Raytheon de la GBU-12 se centra en Arizona, Texas y Nuevo México, mientras que la producción de Lockheed Martin se centra en Pensilvania.
Las bombas guiadas por láser son a menudo llamadas "bombas inteligentes" porque son capaces de seguir sin trayectoria balística al objetivo cuando el láser de designación identifica el objetivo. De acuerdo con Raytheon la cara de la hoja de la Paveway es de 2,99 entregas de municiones guiadas por lo que producirá un error circular probable (CEP) de sólo 3,6 metros, un vice-CEP de 310 pies por 99 bombas arrojadas no guiadas en condiciones similares. 
Las bombas guiadas por láser Paveway II hacen uso de lo que se conoce como "bang bang" para su orientación. Esto significa que la bomba utiliza las aletas para modificar completamente su trayectoria. Por ejemplo, si se considera que el láser identifica el objetivo y determina que debe hacer un cambio, utilizará sus aletas hasta que haya corregido el error y logre dar en el blanco.

### Desarrollos relacionados
- GBU-10 Paveway II
- GBU-16 Paveway II
- GBU-24 Paveway III

### Listas relacionadas
- Anexo:Aeronaves y armamento del Ejército del Aire de España